# Thrinchostoma emini
Thrinchostoma emini är en biart som beskrevs av Blüthgen 1930. Thrinchostoma emini ingår i släktet Thrinchostoma och familjen vägbin. Inga underarter finns listade i Catalogue of Life.